# Coleman Collins
Coleman Alexander Collins (Princeton, 22 luglio 1986) è un ex cestista statunitense, professionista nella NBDL e in Europa.

## Palmarès
- Coppa di Bosnia ed Erzegovina: 1

Široki: 2012